# Грб Венецуеле
Грб Венецуеле је званични хералдички симбол јужноамеричке државе Венецуела. Грб је усвојио Конгрес Венецуеле 18. априла 1836. године. Данашњи облик грба датира из 1954. године. 

## Опис грба
Састоји се из штита, који је у бојама националне заставе. У горњем левом углу налази се двадесет четири струкова пшенице. Они представљају двадесет четири држава Венецуеле. У горњем десном налазе се двије заставе Венецуеле и мач, сабља и копље. У доњем дијелу штита налази се бијели коњ, који представља коња Симона Боливара. Изнад штита су два рога са природним богатствима, а са страна маслинова и палмина грана. Испод се налази трака са натписом.